# Marco Koskas
Marco Koskas (geboren 3. September 1951 in der französischen Kolonie Tunesien) ist ein französischer Schriftsteller.

## Leben
Marco Koskas kam mit elf Jahren als Pied-noir nach Frankreich und besuchte in Saint-Cloud das Lycée. Er verdiente seinen Lebensunterhalt als Privatdetektiv und schrieb als freier Journalist für verschiedene Zeitschriften. Er erhielt 1979 den Prix du premier roman für Balace Bounel. Von 1980 bis 1982 war er Stipendiat in der Villa Médici in Rom.
Kostas Theaterbearbeitung von Israel Zangwills Roman Le Roi des Schnorrers wurde 1995 beim Festival d’Avignon inszeniert. Angesichts des Antisemitismus in Frankreich wanderte Kostas 2011 nach Israel aus und lebt in Tel-Aviv, dazu veröffentlichte er im März 2012 einen Artikel in der Jerusalem Post, nachdem die französischen Zeitungen ihn nicht drucken wollten.
Sein Roman Bande de Français wurde 2018 auf der Longlist für den Prix Renaudot nominiert. Da die traditionellen Verlage den Roman nicht übernehmen wollten, verlegte Koskas ihn im Selbstverlag und vertreibt ihn bei Amazon. Das führte wiederum zu Protesten aus der französischen Verlagswirtschaft.

## Werke (Auswahl)
- Balace Bounel, Ramsay, 1979
- Destino, Grasset, 1981
- L’Homme de paille, Calmann Levy, 1988
- L’Étrangère. Erzählung. Calmann Levy, 1988
  - Für Dich, Jamal. Übersetzung René Blum. Bergisch Gladbach: Lübbe, 1992
- La Position Tango. Paris: Lattès, 1990
- Albert Schweitzer ou le Démon du bien. Biografie. Paris: Lattès, 1992
- Arafat ou le palestinien imaginaire. Biografie. Paris: Lattès, 1994
- J’ai pas fermé l’œil de l’été, Julliard, 1995
- L’Hindou assis sur son trésor. Paris: Lattès, 1997
  - Das papierne Labyrinth : Roman. Übersetzung Anne Büchel. Bern: Fretz und Wasmuth, 1998
- Le Roi des Schnorrers. Drama. Lansmann, 2002
- Love and stress, Laffont, 2002
- Avoue d’abord, La Table Ronde, 2007
- Aline, pour qu’elle revienne. Roman. éditions Baleine, 2009
- Mon cœur de père. Tagebuch. Fayard, 2012
- Ivresse du reproche. Roman, Fayard, 2013
- Bande de Français. Roman. Amazon, 2018